# Centro Internacional de Fotografia
O Centro Internacional de Fotografia (ICP) de Manhattan, Nova York, é constituído por um museu de fotografia e cultura visual na Bowery e uma escola de fotografia no centro de Manhattan.  Foi fundado em 1974.

## História
O ICP foi fundado em 1974 por Cornell Capa como uma instituição para manter vivo o legado da "Fotografia Consciente".  Após as mortes prematuras de seu irmão Robert Capa e seus colegas Werner Bischof, David Seymour e Dan Weiner nos anos 1950, Capa percebeu a necessidade de manter seu trabalho documental humanitário aos olhos do público. A coleção permanente do ICP possui mais de 200 mil documentos, incluindo daguerrótipos, fotografias em prata e impressões digitais cromogênicas.